# Афтение, Василе
Василе Афтение (рум. Vasile Aftenie; 14 июля 1899, Lodroman, Алба — 10 мая 1950, Бухарест) — румынский титулярный епископ Ульпианы, Блаженный Румынской грекокатолической церкви.

## Биография
Участник Первой мировой войны с 1917 года. Сражался в Галиции и на Итальянском фронте.
После окончания войны с 1919 года обучался на богословском факультете Академии теологии в Блаже, затем был направлен на учёбу в греческий колледж Св. Афанасия в Риме. В 1925 году получил степень доктора философии и теологии.
1 января 1926 года был рукоположён митрополитом Василе Сучу. В том же году стал преподавателем Духовной академии в Блаже. Позже был назначен протопопом Бухареста. 1 октября 1939 года назначен ректором Духовной академии.
В апреле 1940 года стал титулярным епископом Ульпианы. В октября 1948 года был арестован коммунистическими властями и отправлен в Драгославеле, а затем в православный монастырь Кэлдэру клашани, превращённый в концлагерь. В мае 1949 года его перевели в тюрьму Министерства внутренних дел, где подвергли пыткам. Забит до смерти в тюрьме за отказ отречься от греко-католической веры и Румынской грекокатолической церкви.
Похоронен на бухарестском кладбище Беллу, где его могила стала местом паломничества.
2 июня 2019 года папа римский Франциск лично председательствовал на его беатификации.